# Scopula accurataria
Scopula accurataria là một loài bướm đêm trong họ Geometridae.